# MŠK Hurbanovo
Mestský športový klub Hurbanovo w skrócie MŠK Hurbanovo – słowacki klub piłkarski grający w 5. liga ZsFZ - sk. Východ (V poziom rozgrywkowy), mający siedzibę w mieście Hurbanovo.

## Historia
Klub został założony w 1923 roku. Za czasów istnienia Czechosłowacji największym sukcesem klubu był awans do drugiej ligi czechosłowackiej. Grał w niej od 1985 do 1992 roku. Z kolei po rozpadzie Czechosłowacji klub rozpoczął grę od trzeciej ligi słowackiej. W sezonie 1996/1997 zaliczył roczny epizod w drugiej lidze.

## Historyczne nazwy
- 1923 – ŠK Stará Ďaľa (Športový klub Stará Ďaľa)
- 1948 – Sokol Hurbanovo
- DŠO Dynamo Hurbanovo (Dobrovolná športová organizacía Dynamo Hurbanovo)
- TJ Slavoj Hurbanovo (Telovýchovná jednota Slavoj Hurbanovo)
- TJ Slovan Hurbanovo (Telovýchovná jednota Slovan Hurbanovo)
- 1975 – TJ Stavbár Hurbanovo (Telovýchovná jednota Stavbár Hurbanovo)
- 1979 – TJ Agro Hurbanovo (Telovýchovná jednota Agro Hurbanovo)
- FC Agro Hurbanovo (Futbalový club Agro Hurbanovo)
- MŠK Hurbanovo (Mestský športový klub Hurbanovo)

## Stadion
Domowe mecze klub rozgrywa na stadionie o nazwie Mestský štadión Hurbanovo, położonym w mieście Hurbanovo. Stadion może pomieścić 8000 widzów.